# Canon HF10
Le Canon HF10 est un caméscope Full HD 1920x1080 qui enregistre images et vidéo sur carte mémoire ou sur sa mémoire Flash intégrée de seize gigaoctets.